# Košarka (časopis)
Košarka je bila hrvatski ilustrirani športski mjesečnik iz Zagreba. Bavila se domaćom i međunarodnom košarkom. Podnaslov je bio prvi hrvatski košarkaški magazin.
Izdavač je bio Zri-šport. Izlazila je od 1994. do 2005. godine. Jedno je vrijeme imala posebno tjedno izdanje.
Uređivali su ju Mario Zorko, Vladimir Radičević i Željko Đođo.

## Poznati suradnici
- Zoran Čutura